# Guardamiglio
Guardamiglio is een gemeente in de Italiaanse provincie Lodi (regio Lombardije) en telt 2689 inwoners (31-12-2004). De oppervlakte bedraagt 10,3 km², de bevolkingsdichtheid is 263 inwoners per km².

## Demografie
Guardamiglio telt ongeveer 1067 huishoudens. Het aantal inwoners steeg in de periode 1991-2001 met 5,6% volgens cijfers uit de tienjaarlijkse volkstellingen van ISTAT.
| Jaar | Inwoneraantal |
| ---- | ------------- |
| 1991 | 2492          |
| 2001 | 2632          |

## Geografie
Guardamiglio grenst aan de volgende gemeenten: Somaglia, Fombio, Calendasco (PC), San Rocco al Porto.